# 增岡弘
增岡弘（日语：／ Masuoka Hiroshi，1936年8月7日—2020年3月21日），日本男性配音員、演員、旁白。出身於埼玉縣南埼玉郡（今埼玉市岩槻區）。身高167cm。B型血。

## 生平
1958年加入經紀公司劇團表現座（劇團CBC專屬），1961年起加入所屬東京俳優生活協同組合。埼玉縣立大宮工業高等學校畢業→文化學院文化藝術科畢業（從東京藝術大學美術學部轉學）。
為人熟悉的代表配音作品是國民長壽動畫《海螺小姐》的河豚田鱒男、《麵包超人》的果醬叔叔；除了長壽動畫之外，有《鄰家女孩》女主角淺倉南的父親〈淺倉俊夫〉、《超能力魔美》女主角佐倉魔美的父親〈佐倉十朗〉及《七龍珠Z》&《GT》的龜仙人等許多善良和藹可親的中老年人角色。不僅如此，也有廣泛為《超電磁波羅五號》殘忍的反派道·茲爾和電影動畫《蠟筆小新：電擊！豬蹄大作戰》出場的人妖安潔拉青梅獻聲。
演員方面，從1968年開播的特攝影集《MJ萬能號》開始，常在劇中飾演許多邪惡反派和小嘍囉等。
2018年，榮獲第12屆聲優Award功勞獎。
2019年8月，自己深知年事已高，宣布卸任《海螺小姐》要角河豚田鱒男（1978年起，共41年）和《麵包超人》要角果醬叔叔（1988年起，共31年）的配音工作。
2020年3月21日，因直腸癌在東京都內的醫院逝世，享壽83歲。

## 人物
特長：落語。同時在落語家·柳家三助門下的高座名為助。

## 代演、繼任
2019年7月，除了少數的動畫作品和電視節目旁白工作之外，因年事已高而自行請辭。其他配音員接任的作品如下： 
| 代演、繼任 | 角色名     | 登場作品             | 代演、繼任初次擔當作品  |
| ---------- | ---------- | -------------------- | ----------------------- |
| 西山喜久惠 | 旁白       | 《有吉君的正直散步》 | 2019年7月13日的播出集數 |
| 富永美衣奈 | 旁白       | 《有吉君的正直散步》 | 2019年7月27日播出集數   |
| 池田昌子   | 旁白       | 《》                 | 2019年8月12日播出集數   |
| 山寺宏一   | 果醬叔叔   | 《麵包超人》         | 2019年8月16日播出集數   |
| 田中秀幸   | 河豚田鱒男 | 《海螺小姐》         | 2019年8月25日播出集數   |

## 演出（演員）

### 電視劇
TBS
- 如檸檬般的女人（日语：レモンのような女） 第5話（1967年）
- （1973年）
- 玫瑰色的人生 第1話（1974年）
- 赤的衝擊 第24話「不要留下我一個人！」（1977年）
- 第6話「遭竊的傳授秘訣」（1981年）－警官

東京電視台
- 最終話（1972年，12ch）－
- 大江戶搜査網（日语：大江戸捜査網）（12ch）
  - 第467話（1980年）
  - 第484話「大虐殺砂金的陰謀」（1981年）
  - 第492話「女人隠密矢車阿菊」（1981年）－魚店老闆

日本電視台
- （1974年）
- 向太陽怒吼！（日语：太陽にほえろ!）（與東寶共同製作）
  - 第195話（1976年）－川邊
  - 第224話「保證人」（1976年）－遠山耕一（巴士司機）
  - 第283話「激突」（1977年）－清掃局職員
  - 第321話「朝顔」（1978年）－現場作業員（著灰襯衫）
  - 第326話「搜査」（1978年）－上田
  - 第402話（1980年）－員工
  - 第419話（1980年）－蒙太奇的調查證人
  - 第504話「Violence」（1982年）－東商交通社員工
  - 第560話（1983年）－箱型旅行車司機
  - 第594話「誘拐第十年」（1984年）－
  - 第620話「美好人生」（1984年）－工廠長
  - 第628話（1984年）－新聞記者
  - 第685話（1986年）－藤田
  - 第712話（1986年）－一條家的鄰居
- （與UNION電影（日语：ユニオン映画）共同製作）
  - 第13話（1976年）
  - 第28話（1977年）
- 熱中時代·刑事篇 第8話「熱中刑事終於結婚」（1979年）－理髮店店員
- （1981年）
- 第22話（1982年）－警備員
- 第1話（1983年，與UNION電影（日语：ユニオン映画）共同製作）
- 週三宏偉浪漫（日语：水曜グランドロマン）／竊賊是我的女兒嗎（日语：ぼくの娘を盗むのですか）（1991年）

富士電視台
- 八州犯科帳 第6話（1974年，與C.A.L共同製作）－十助
- 大盗賊（日语：大盗賊 (テレビドラマ)）（1974年，與國際放映（日语：国際放映）共同製作）－瓦版（日语：瓦版）商人

其它電視台
- 龍馬來了（1968年，NHK）
- 特搜最前線（日语：特捜最前線） 第468話「追擊！聲紋No.105937！」（1986年，朝日電視台）
- 夏家族（日语：夏家族）（1987年，東海電視台）

### 特攝影集
- 融岩大使 第14話「骷髏島」（1966年，富士電視台、P Productions）－岩崎博士（魯閣司3號）的部下
- 快獸布斯卡（日本電視台、東寶・圓谷Production）
  - 第1話「布斯卡誕生」（1966年）－流浪狗收容所的職員
  - 第17話「布斯冠·王冠·頓珍漢」（1967年）－司機
- 歸來的超人力霸王 第23話（1971年，TBS）－農民
- 銀色假面 第9話（1972年，TBS、宣弘社）－警官
- 變身忍者 嵐 第4話「怪人! 卍カマイタチ!!」（1972年，MBS、東映）－百姓之權作（太郎的父親）
- 巴狼1號 第8話（1972年，讀賣電視台、東映）－代表
- 火炎人 第13話「恐怖的龍神沼」（1973年，日本電視台、圓谷Production）－太一的父親[注 3]
- 機器刑事 第9話「電気椅子SPY!!」（1973年，富士電視台、東映）－小學校工

## 演出（配音員）
粗體字表示主要角色。

### 電視動畫
1963年
- 狼少年健（日语：狼少年ケン）（大熊）

1966年
- 小松君 (1966年版)（鐘錶店店主、黨羽、法蘭西軒顧客：史莫格一家的親人 等）
- 魔法使莎莉 (1966年版)（老犬）

1967年
- 悟空大冒險（獵人、一只眼）

1968年
- 巨人之星（荒川博）
- 人造人009 (1968年版)（傑羅尼莫Jr.〈005〉[9]）

1969年
- 海底小遊俠（黨羽A）

1970年
- 明日之丈（太郎）
- 昆蟲物語 孤兒哈奇（德兵衛）
- 夠了！阿太郎 (1969年版)（日语：もーれつア太郎）（警察署長、計程車司機）

1971年
- 鬼太郎 (第2作)（疋田的父親、福島的父親）
- 萬能旋風兒（日语：国松さまのお通りだい）（橫地〈第1代〉）

1972年
- 鐵甲飛天俠（怪物）
- 阿帕契棒球軍（日语：アパッチ野球軍）
- 海王子（吉爾貝斯〈第2代〉）
- 惡魔人（ザンニン）
- 無敵鐵金剛

1973年
- 甜心戰士（早見直次郎）
- 根性青蛙
- 巴比倫2世 (1973年版)

1974年
- 金剛大魔神（猛獸將軍萊根〈第2代〉）
- Dororo炎魔君（官員）
- 瓢蟲之歌（間太）
- 山林小獵人 (1974年版)（死神）

1975年
- 萬里尋父（日语：アンデス少年ペペロの冒険）（長官）
- 少年德川家康（奥山傳心齋）
- 救難小英雄（鄧肯、鬼之頭）

1976年
- 大空魔龍（普洛梅斯）
- 大飯桶（日语：ドカベン）（多古八、明訓高校理事長）
- 新丁丁與平平（日语：ドン・チャック物語）（克羅貝、西蒙、康康太夫）
- 尋母三千里（多明尼可·諾傑）
- 陰陽電磁俠（肥前太、潮博士、柯克羅將軍）
- 漫畫花之係長（日语：花の係長）[10]
- 妖怪傳 貓目小僧（旅僧）

1977年
- 超電磁波羅五號（岡防衛長官、道·茲爾）
- 萬能賽車飛龍號（日语：とびだせ!マシーン飛竜）（歐卡納畢奇）
- 魯邦三世 (TV第2系列)（三重縣警署長、辯護律師）
- 小雙俠 (1977年版)（卡美哈美哈大王）
- 若草的夏洛特（日语：若草のシャルロット）（傑克森、米歇爾、鮑伯遜〈第2代〉）

1978年
- 咪咪流浪記（帕傑斯）
- 海螺小姐（1978～2019，河豚田鱒男（日语：サザエさんの登場人物#フグ田マスオ）〈第2代〉）
- 女王陛下的小天使小偵探（日语：女王陛下のプティアンジェ）（西爾巴）
- 大雪山的勇者 牙王（日语：大雪山の勇者 牙王）（團長）
- 窈窕淑女（牛五郎[11]）
- 魔女子Tickle（高倉老師）
- 未來少年柯南（古奇[12]）
- 野球狂之詩（日语：野球狂の詩）（丘知將、金太郎）
- 星星王子 普奇·普蘭斯（鳥）
- 一休和尚
- 漫畫日本繪卷（日语：まんが日本絵巻）

1979年
- 圓桌騎士物語 燃燒巴亞瑟（噸坦）
- 銀河鐵道999（警官、葛塔拉、甘德爾、夏瓦德、老人、城主）
- 小熊的故事（日语：こぐまのミーシャ）（村長）
- 人造人009 (1979年版)（藍道夫）
- 黑豹傳奇（安農[13]）
- 哆啦A夢 (大山羨代版)（破房子的屋主）
- 凡爾賽玫瑰（布耶將軍）

1980年
- 怪物小王子 (1980年版)
- 加油元氣（日语：がんばれ元気）（山谷勝三[14]）
- 甜甜貓（親方）
- 原子小金剛 (1980年版)（事務總長、五郎）
- 尼爾斯的不可思議之旅（梅洛斯）
- （六角）
- 無敵機器人 托萊達G7（信吉的父、洛吉的主人）

1981年
- 福星小子 (1981年版)
- 衝鋒勝平（日语：ダッシュ勝平）（岡崎）
- 怪博士與機器娃娃 (1981年版)（喔加君）
- 不來梅4 在地獄中的天使們（日语：ブレーメン4 地獄の中の天使たち）（拉爾哥的飼主）
- 真知子老師（嵐老師、鹿兒島老人、易者、金三的伯父）
- 救難小英雄Yattode（頓何賽）

1982年
- 逆轉一發人（日语：逆転イッパツマン）（武藏坊辨慶）
- Cybot Robotchi（日语：サイボットロボッチ）（與作、凸博士〈凸山波可太〉）
- 猿飛小忍者（日语：さすがの猿飛）（猿飛小源太、喜歡烙餅屋的老奶奶）
- 心跳今夜（柴郡貓、喬斯三世）
- 魔法公主 明琪桃子（日语：魔法のプリンセス ミンキーモモ）（瑪琳娜沙的國王[15]）
- 南方彩虹的露西（帕克）

1983年
- 亞空大作戰斯蘭格爾（魔術師）
- 老鷹山姆（波基巡査）
- 子鹿物語 THE YEARLING（日语：子鹿物語#テレビアニメ）（巴哥·弗瑞斯特）
- 最後的冠軍（日语：ナイン (漫画)）（新貝克也的父親）
- 電腦旅行偵探團（日语：パソコントラベル探偵団）
- 無敵三四郎（羅傑）
- 漫畫日本史（日语：まんが日本史 (日本テレビ)）（德川家康、高橋景保（日语：高橋景保））

1984年
- 超攻速加爾比昂（日语：超攻速ガルビオン）（墨塞爾）
- 高帽子的梅莫兒（院長）
- 名偵探福爾摩斯（托德）
- 藍寶（日语：らんぽう）（補佐望）

1985年
- 鄰家女孩（淺倉南的父親〈淺倉俊夫〉）

1986年
- 加油！吉塔斯（藤原）
- 鬼太郎 (第3作)（伊集院、魍魎）
- 青春動畫全集（日语：青春アニメ全集）「潮騷」（大山十吉）
- 褞袍超人（武藏坊辨慶）
- Bug甜心（日语：Bugってハニー）（瓦爾德拉德）
- 相聚一刻（彥雄、極道人士）
- 機器人阿丁 (1986年版)（日语：ロボタン）

1987年
- 動畫三劍客（日语：アニメ三銃士）（親方）
- 超能力魔美（佐倉魔美的父親〈佐倉十朗〉）

1988年
- 麵包超人（1988～2019，果醬叔叔〈初代〉、藍細菌人、右大臣、馬、鱷魚男性、村人）
- 鐵拳小子（日语：鉄拳チンミ）（羅老師[16]）
- 貓咪也瘋狂（伸之助）
- 妙手小廚師（喬治·幕斯塔基）

1989年
- 森林大帝 (1989年版)（庫塔）
- 手塚治虫物語 我是孫悟空（沙悟淨[17]）
- 摔角軍團〈銀河篇〉 聖戰士羅賓Jr.（日语：レスラー軍団〈銀河編〉 聖戦士ロビンJr.）（王羅·火曼）

1990年
- 功夫貓黨（左金五郎）
- （果醬叔叔）
- 海底兩萬哩（約翰的叔父）
- 亂馬½ 熱鬥篇（小早川虎正）
- 至尊勇者（船長）
- 長腿叔叔（華爾特·葛利格斯）

1991年
- 勇者鬥惡龍 達伊的大冒險（鐵木真）
- 魔法公主 明琪桃子 擁抱夢想（瑪琳娜沙的國王）
- 黑色推銷員（宇和目和夫）

1992年
- 大草原上的小天使 灌叢嬰猴（吉登）
- 妙廚老爹（東山常務）
- 南國少年奇小邪（恰比）
- 黑色推銷員（鵜飼寄道）

1994年
- 七海的堤可（詹姆士）
- 咕嚕咕嚕魔法陣（巴德）
- 勇者警察（皮耶洛）

1995年
- 怪盜Saint Tail（橘）
- 忍者亂太郎（板井野飛田、公家、曲藝師〈盗賊團黨羽〉、男子）

1996年
- 七龍珠Z（龜仙人〈第2代〉[注 2]）
- 七龍珠GT（龜仙人）

1998年
- 鄰家女孩 Miss Lonely Yesterday 在那之後的你…（淺倉俊夫〈淺倉南的父親〉）

1999年
- 月光假面 (1999年版)（卡瑪波科社長）
- 名偵探柯南（岩間信夫）

2000年
- 向阳之树（多磨屋彌左衛門）

2001年
- 幻影天使（本田透的祖父）

2002年
- 鈴鐺貓娘Nyo（老紳士）

2003年
- 名偵探柯南（玄田隆德）

2011年
- 日常（旁白）

### 電影動畫
1966年
- 劇場版 人造人009（傑羅尼莫Jr.〈005〉[注 4]、黑鬼潛水艦艦長）

1967年
- 人造人009：怪獸戰爭（傑羅尼莫Jr.〈005〉）
- 少年傑克與魔法使（日语：少年ジャックと魔法使い）

1969年
- 飛空幽靈船（日语：空飛ぶゆうれい船）（政府高官）

1972年
- 長靴貓西部劍客（戴卡）

1979年
- 劇場版 未來少年柯南（古奇[18]）

1980年
- 加油!! 田淵!! 初笑第3彈 啊ゝ緊張的生活（日语：がんばれ!!タブチくん!!#がんばれ!! タブチくん!! 初笑い第3弾 あゝツッパリ人生）

1981年
- 劇場版 小麻煩千惠（客人1、遊樂園的客人）
- 頑皮大師（課長）

1983年
- 劇場版 最後的冠軍（日语：ナイン (漫画)）（新見克也的父親）
- 欣賞職棒享受10倍快樂的方法（日语：プロ野球を10倍楽しく見る方法）

1984年
- 欣賞職棒享受10倍快樂的方法 PART2（タブチ）
- 名偵探福爾摩斯 前篇：藍柘榴石之卷（寶石店店主）

1986年
- 喀喀喀的鬼太郎：妖怪大戰爭（虎造）
- 鄰家女孩系列[注 5]（淺倉南的父親〈淺倉俊夫〉）

1987年
- 高爾夫球手猿：甲賀秘境！影之忍法高爾夫晉見！（日语：プロゴルファー猿）（福助）

1988年
- 超能力魔美：星空上的跳舞娃娃（佐倉魔美的父親〈佐倉十朗〉）
- 陽光普照：KA·SU·MI 夢中有你（神父）

1989年
- 麵包超人系列（果醬叔叔）[注 6]

1992年
- 千本松原 與河流生活的少年們（日语：せんぼんまつばら 川と生きる少年たち）（佐吉）

1993年
- 蠟筆小新：動感超人大戰泳裝魔王（北春日部博士）

1996年
- APO APO世界 巨人馬場90分鐘的單場勝負（日语：APO APOワールド ジャイアント馬場90分一本勝負）

1998年
- 蠟筆小新：電擊！豬蹄大作戰（安潔拉青梅）

2000年
- 蠟筆小新：風起雲湧的叢林冒險（北春日部博士）

2012年
- 柳瀨嵩劇場：春之笛（日语：やなせたかしシアター#ハルのふえ）（巧克力麵包）
- 柳瀨嵩劇場：麵包超人誕生的日子（日语：やなせたかしシアター#アンパンマンが生まれた日）（果醬叔叔）

### OVA
1985年
- 魔法公主 明琪桃子 夢中輪舞（日语：魔法のプリンセス ミンキーモモ）（國王）

1986年
- 亞邦史克威爾 琥珀的追撃（日语：アーバンスクウェア 琥珀の追撃）（上司）

1987年
- 魔女俱樂部四人组 來自亞空間的外星人X（日语：ぴえろ魔法少女シリーズ）（長官）

1989年
- 斬除寒月一凍惡靈 神州魑魅變異聞（日语：寒月一凍悪霊斬り 神州魑魅変異聞）（廣齋）
- 機動戰士鋼彈0080：口袋裡的戰爭（迪克·盧蒙巴[19]）
- 敵人士海賊 ～貓咪們的饗宴～（日语：敵は海賊〜猫たちの饗宴〜）（尤伊博士）

1990年
- 藤子·F·不二雄 動畫特集 SF冒險 無敵超級豪華人（日语：ウルトラ・スーパー・デラックスマン）（片山）

1991年
- 銀河英雄傳說（漢斯洛）
- 柔道部物語（日语：柔道部物語）（五十嵐寛太）
- 迷走王BORDER 社會賦歸篇（日语：迷走王 ボーダー）（廣川）

1992年
- 天地無用！魎皇鬼（安德森署長）
- （溝垣平吉）

2008年
- 七龍珠 唷！歸來的孫悟空與夥伴們!!（日语：ドラゴンボール オッス!帰ってきた孫悟空と仲間たち!!）（龜仙人）

### 遊戲
2001年
- 百獸戰隊牙吠連者（旁白）

2004年
- 全民高爾夫攜帶版（日语：みんなのGOLF）（田中）

2005年
- 七龍珠Z3（日语：ドラゴンボールZ3）（龜仙人）
- 七龍珠Z Sparking！（日语：ドラゴンボールZ Sparking!）（龜仙人）

2006年
- 炎之宅急便（日语：炎の宅配便）（蜘蛛男、蜘蛛男改）

2007年
- 勇者鬥惡龍 神劍 假面女王與鏡之塔（納吉老師）
- 七龍珠Z 遙遠的悟空傳說（龜仙人）

2008年
- 蠟筆小新：呼風喚雨的電影樂園大挑戰！（日语：クレヨンしんちゃん 嵐を呼ぶ シネマランド カチンコガチンコ大活劇!）（安潔拉青梅、旁白）
- 七龍珠DS（日语：ドラゴンボールDS）（龜仙人）
- 七龍珠DS2 突擊！紅緞帶軍（龜仙人）

2009年
- 七龍珠改 賽亞人來襲（日语：ドラゴンボール改 サイヤ人来襲）（陳龍）
- 七龍珠 天下第一大冒險（日语：ドラゴンボール 天下一大冒険）（龜仙人／陳龍）

2010年
- 麵包超人 微笑派對（日语：アンパンマン にこにこパーティ）（果醬叔叔）

2012年
- 勇氣默示錄 Flying Fairy（尤爾亞那的老師）

2013年
- 勇氣默示錄 For the Sequel（尤爾亞那的老師）

### 外語配音

#### 電影
- 殺戮時刻（英语：A Time to Kill (1996 film)）（Carl Lee Hailey〈山繆·L·傑克森〉）※VHS、DVD版。
- 福爾摩斯兄弟歷險記（英语：The Adventure of Sherlock Holmes' Smarter Brother）（John H. Watson〈Thorley Walters〉）※朝日電視台版[注 7]。
- 難補情天恨（英语：Agatha (film)）
- 航爆死亡角（英语：Airport '77） ※朝日電視台版。
- 異形2 週日電影劇場（日语：日曜洋画劇場）特別篇（Van Leuwen、Wierzbowski）
- 天使心 (1987年電影)（Sterne〈Eliott Keener〉）※朝日電視台版[注 8]。
- 安妮 (音樂劇)（英语：Annie (musical)）（Annie）
- 江湖奇士續集（英语：Arizona Colt）（Clay〈Nello Pazzafini〉）
- 回到未來III（Hubert町長〈Hugh Gillin〉）※影碟版。
- 浴火赤子情（英语：Backdraft (film)） ※富士電視台版。
- 賓漢 (1959年電影) ※朝日電視台版。
- 錦繡大地（英语：The Big Country）（Blackie〈Jim Burk〉）※朝日電視台新錄製版。
- 魔法電波（Calvin Webber〈克里斯托弗·沃肯〉）※DVD版。
- 霹靂藍天使（英语：Blue Steel (1990 film)）（Frank Turner〈Philip Bosco〉）※富士電視台版。
- 奪命列車（英语：Breakheart Pass (film)） ※TBS版。
- 瘋狂導火線（英语：Broadway Danny Rose）（Johnny Rispoli〈Edwin Bordo〉）
- 豪情四海（Jack Dragna〈Richard C. Sarafian〉）
- 鐵膽雙雄（英语：Busting）（Kenefick主任〈John Lawrence〉）
- 瘋狂高爾夫 ※朝日電視台版。
- 海角驚魂（Claude Kersek〈Joe Don Baker〉）※朝日電視台版。
- 魔羯星一號 ※朝日電視台版。
- 鬼馬小精靈（英语：Casper (film)）（Stinkie〈Joe Alaskey〉）※VHS版。
- 龍蛇爭霸（英语：The Cincinnati Kid）（Pig〈Jack Weston〉）※富士電視台版。
- 新天堂樂園（Spaccafico〈Enzo Cannavale〉）
- 歡喜城（英语：City of Joy (film)）（Hazari Pal〈Om Puri〉）
- 夜色（英语：Color of Night）（Hector Martinez〈Ruben Blades〉）※VHS、DVD版。
- 鱷魚先生2（英语：Crocodile Dundee II）（萊羅伊·布朗〈查爾斯·S·達頓（英语：Charles S. Dutton）〉）※朝日電視台版。
- 野鴨變鳳凰（英语：D2: The Mighty Ducks）（Mr. Tibbles〈Michael Tucker〉）
- 碧海騰蛟龍（英语：The Day of the Dolphin）（Curtis Mahoney〈Paul Sorvino〉）※LD版。
- 猛龍怪客（英语：Death Wish (film)） ※朝日電視台版。
- 淘氣阿丹（英语：Dennis the Menace (film)）（Henry Mitchell〈Robert Stanton〉）
- 終極警探2（Al Powell巡査部長〈Reginald VelJohnson〉）※朝日電視台版。
- 聖誕驚魂夜（英语：Ernest Saves Christmas）（Joe Carruthers〈Oliver Clark〉）
- F/X魔鬼任務2（英语：F/X2）（Ray Silak警部〈Philip Bosco〉）※VHS版。
- 叛國少年（英语：The Falcon and the Snowman） ※朝日電視台版。
- 再見國王（英语：Farewell to the King）（Ferguson上佐〈詹姆斯·福克斯〉）※VHS版。
- 火車大劫案（英语：The First Great Train Robbery）（Harranby〈James Cossins〉）
- 十三號星期五6（英语：Friday the 13th Part VI: Jason Lives） ※富士電視台版。
- 禁忌的遊戲（Michel Dolle的父親〈Lucien Hubert〉）
- 六壯士續集（英语：Force 10 from Navarone (film)） ※東京電視台版。
- 霹靂神探續集（荷蘭籍船船長）
- 橫掃千軍（英语：The Golden Child） ※朝日電視台版。
- 黃金會合（英语：Golden Rendezvous）（Dr. Marston〈Gordon Jackson〉）
- 高爾基公園（英语：Gorky Park (film)）
- 小精靈2（Martin〈Don Stanton〉）※電視播出版。
- 今天暫時停止（Ned Ryerson〈Stephen Tobolowsky〉）
- 第一夫人的保鏢（英语：Guarding Tess）（Frederick〈李查·葛瑞夫斯〉）
- 飆車熱情（英语：The Gumball Rally）（Ace）※TBS版。
- 月光光心慌慌（Laurie Strode的父親〈Peter Griffiths〉、墓地管理人〈Arthur Malet〉）※TBS版[注 8]。
- Hardly Working（英语：Hardly Working）（Bo Hooper〈傑利·路易斯〉）
- 哈林夜總會（英语：Harlem Nights）（Phil Cantone〈丹尼·愛羅〉）※影碟版。
- 天堂過客（英语：Heart and Souls）（巴士司機Hal〈David Paymer〉）
- 你好，多莉！ (1969年電影)（Rudolph Reizenweber〈David Hurst〉）
- 鐵鉤船長
- 火線狙擊 ※ VHS、DVD、BD版。
- 詹姆士·龐德：雷霆谷（美國外交官）※TBS版。
- 誰殺了甘迺迪（Dean Andrews Jr.〈John Candy〉）※朝日電視台版。
- 強尼上戰場（英语：Johnny Got His Gun (film)）（Mike Burkeman〈Charles McGraw〉）
- 殺手精英（英语：The Killer Elite）（Mac〈Burt Young〉）
- 凡爾賽玫瑰（英语：Lady Oscar (film)）（路易十六）※日本電視台版[注 8]。
- 午後七點零七分（英语：Le Samouraï）（警部〈Roger Fradet〉）※東京電視台版。
- 法網神鷹（英语：Legal Eagles）（Cavanaugh刑事〈布萊恩·丹內利〉）※東京電視台版。
- 天使保鑣（英语：Les Anges gardiens）（Hervé Tarain神父〈Christian Clavier〉）
- 僵屍墳場（英语：Let Sleeping Corpses Lie (film)）（Martin〈José Lifante〉）
- 時空急轉彎（Prêtre會長、Édouard神父）
- 醜態百出（英语：Life Stinks）（Fumes〈Theodore Wilson〉）
- 緊急搜捕令（Lou Guzman〈Clifford A. Pellow〉）※富士電視台版、（Bill、檢察官）※朝日電視台版[注 8]。
- 鬼面公僕（英语：Maniac Cop）（Coroner醫生Barry Brenner〉）※朝日電視台版[注 8]。
- 神氣活現（Hollywood Montrose〈Meshach Taylor〉）
- 神氣活現2（Hollywood Montrose〈Meshach Taylor〉）※朝日電視台版。
- 雷電神兵（英语：Megaforce）（Eggstrum〈George Furth〉）※朝日電視台版。
- 巨猩喬揚（英语：Mighty Joe Young (1998 film)）（Harry Ruben〈David Paymer〉）※影碟版。
- 密西西比在燃燒 ※朝日電視台版。
- 白鯨記 (1956年電影)（Peleg〈Mervyn Johns〉）
- 殭屍叔叔（一休大師〈午馬〉）
- Murder Rock（英语：Murder Rock）（Borges警部〈Cosimo Cinieri〉
- 貴客光臨（英语：My Blue Heaven (1990 film)）（Ritchie〈Ron Karabatsos〉）
- 站在子彈上的男人（厄爾·哈克〈李查·葛瑞夫斯〉）※影碟版。
- 瘋狂聖誕假期（英语：National Lampoon's Christmas Vacation）（Cousin Eddie〈蘭迪·奎德〉）
- 閃靈殺手（Ed Wilson〈Rodney Dangerfield〉）
- 大魔域3：飛進未來（英语：The NeverEnding Story III）（咬石者太太）※影碟版。
- 北海龍虎鬥（英语：North Sea Hijack）（Herring〈David Wood〉）※富士電視台版。
- 天魔4：天魔甦醒（英语：Omen IV: The Awakening）（Earl Knight〈Michael Lerner〉）
- 寵物店（英语：Pet Shop (film)）（Mr. Zimm〈Jeff Michalski〉）
- 人猿星球（看守）※富士電視台版[注 9]。
- 神魂顛倒第六感（英语：Prelude to a Kiss (film)）（Jerry Blier〈Richard Riehle〉）※機內上映版。
- 紅帳篷（英语：The Red Tent (film)）（Adalberto Mariano〈Donatas Banionis〉）
- 赤膽屠龍（英语：Rio Bravo (film)）（Carlos Robante〈Pedro Gonzalez-Gonzalez〉）※朝日電視台再錄製版。
- 洛奇 ※TBS版。
- 機器戰警2（英语：RoboCop 2）（Poulos〈Phil Rubenstein〉）※朝日電視台版。
- 火箭手 (1991年電影) ※朝日電視台版。
- 家有惡夫（英语：Ruthless People）（Henry Benton〈William G. Schilling〉）
- 銀線號大血案（英语：Silver Streak (film)）（Bob Sweet〈Ned Beatty〉）※朝日電視台版。
- 男兒本色（英语：Sommersby）（Powell牧師〈William Windom〉）
- 戰地軍魂（英语：Stalag 17）（Johann Sebastian Schulz〈Sig Ruman〉）※富士電視台新錄製版。
- 驚逢敵手（英语：Steal Big Steal Little）（Farley〈Robert Harris〉）
- 烏龍大頭兵（英语：Stripes (film)）（Hulka軍曹〈Warren Oates〉）
- 撥雲見日
- 超人III ※朝日電視台版。
- 愛君風流（英语：Sweet Bird of Youth (film)）（George Scudder〈Philip Abbott〉）
- 火車大劫案（英语：The First Great Train Robbery）（Harranby〈James Cossins〉）
- 三個奶爸一個妞（英语：Three Men and a Little Lady）（Vicar Hewitt〈Jonathan Lynn〉）
- 黑色手銬（英语：Tightrope (film)）（Rolfe〈Marco St. John〉）※富士電視台版。
- 洛城生死鬥（英语：To Live and Die in L.A. (film)）（Thomas Bateman〈Robert Downey〉）※TBS版。
- 衝破鐵幕（英语：Torn Curtain）（農場主人〈Mort Mills〉）※富士電視台版。
- 雙龍會（黑社會老大〈張堅庭〉）※富士電視台版。
- 龍兄鼠弟（Burt Klane〈Maury Chaykin〉）※朝日電視台版。
- 殺手鬧翻天（英语：Up to His Ears）（Cornac〈Paul Préboist〉）※東京電視台版。
- 西部騎士（英语：Villa Rides）
- 列車大逃亡（Bostick〈Brad Dexter〉）※TBS版。
- 戰爭遊戲（Steve Phelps〈邁克爾·馬德森〉）※TBS版。
- 野天鵝追殺令（英语：The Wild Geese）（Medic Arthur Witty〈Kenneth Griffith〉）
- 小野貓吃大老虎（英语：Wildcats (film)）（Ben Edwards〈Nipsey Russell〉）
- 紅衣女郎（英语：The Woman in Red (1984 film)） ※朝日電視台版。
- 龍年（英语：Year of the Dragon (film)） ※TBS版。

#### 電視影集
- 天龍特攻隊（Jason Webb、Hoyte Plummer、Jonathan Darcel）
- 大偵探波洛（Peter Baker、醫師、牧師）※NHK版。
- 藍色霹靂號（英语：Blue Thunder (TV series)）（Ken Rawls〈Ed Grover〉）
- 神探可倫坡（第3季：Miller／第4季：Hunt醫師、Gary Keppler／第7季：Burke刑事）
- 雙面諜（英语：Cover Up）（Allan Crossland〈Gary Lockwood〉）
- 幽浮檔案（英语：Dark Skies）（Pool牧師〈Roger Earle Brown〉）
- 老公老婆不登對（英语：Dharma & Greg）（Miguel〈William Marquez〉）
- 歡樂滿屋（Bill Strawbridge社長〈Richard Paul〉）
- 歡樂家庭（McCloskey醫師〈Richard McKenzie〉）
- The Heights（Sam Morris〈Alan Blumenfeld〉）
- 霹靂遊俠（Julian Groves、Damon〈John Snyder〉）
- 女作家與謀殺案（英语：Murder, She Wrote）（Ben Gibbons〈Michael Constantine〉）
- 外星界限（英语：The Outer Limits (1963 TV series)）（Mario、刑事）
- 歇洛克·福爾摩斯 (1984年電視影集)（Ferguson）
- 銀河飛龍（Argyle機關部長 等）
  - 神勇搭檔（英语：Tequila and Bonetti）（Tequila〈Brad Sanders〉）※WOWOW版。
- 雙峰（Emory Battis）

#### 動畫
- 蝙蝠俠（Lucius Fox〈初代〉）
- 鬼馬小精靈：黑色聖誕（Sniveler）
- 救難小福星（Papa）※新日語配音版。
- 唐老鴨俱樂部（王、 等）
- 我的雨林朋友（英语：FernGully: The Last Rainforest）（Stump〈切奇·馬林〉）
- 樂一通系列
  - 樂一通 (1989年動畫電影)（Elmer Fudd、Porky豬）
  - 傻大貓與崔弟的懸疑劇場（英语：The Sylvester & Tweety Mysteries）
  - 迷你樂一通（Elmer Fudd、Porky豬 等）
- 救難小英雄澳洲歷險記
- 辛普森一家（Bleeding Gums Murphy／流血墨菲）
- 瘋狂大賽車（英语：Wacky Races）（單元開頭旁白）※VHS版。

### 特攝影集
1966年
- 超異象之謎（探病訪客的配音〈第11話〉）

1968年
- 超人七號（機長的配音〈第24話〉）
- Mj萬能號（副官的配音〈第2話〉）

1972年
- 銀色假面（羅姆星人的配音）
- 電腦奇俠（橘色螞蟻的配音、黃金狼的配音、金色蝙蝠的配音、黑變色龍的配音、綠猛獁象的配音）
- 巴狼1號（的配音）

1973年
- 鋼王（7號的配音）
- 閃電人（風班巴拉的配音、惡魔班巴拉的配音）
- 電腦奇俠01（影子木乃伊的配音、 虛無僧茸骷髏的配音、影子鬼海星2號的配音）
- 電腦奇俠（茜色花枝的配音、黑色短吻針鼴的配音、雙重鍬形的配音、紅地雷蟾蜍的配音）
- 飛吧電腦奇俠（馬達拉斯納蜥蜴的配音）
- 鐵人老虎七（黑假面的配音）
- 風雲獅子丸（凱卡比的配音、魔人的配音、夸姆金的配音、甘的配音）

1974年
- 閃電人（星班巴拉的配音）
- 加油!! 小露寶（露寶力的配音、深川副市長的配音〈第89話〉）
- 電腦奇俠01（外星機器人的配音）

1975年
- 超人力霸王雷歐（超人力霸王尊王（日语：ウルトラマンキング）的配音〈第50話〉）
- 秘密戰隊五連者（日輪假面的配音、鐵爪假面的配音、大刀斧假面的配音）

1976年
- 伏魔三劍俠（哥爾根恩的配音、師團長蓋貝爾的配音）
- 秘密戰隊五連者（電話假面的配音、妖貝假面的配音、時中假面的配音、開罐機假面的配音、鋼琴假面的配音）

1978年
- UFO大戰爭 戰鬥吧！紅老虎（基歐指揮官的配音）

1979年
- 戰鬥狂熱J（席達里特怪人的配音）
- 不可思議犬冬冬（日语：ふしぎ犬トントン）（冬冬的配音〈第2代〉）

1985年
- 電擊戰隊變化人（航海士蓋塔的配音）
- 劇場版 電擊戰隊變化人（航海士蓋塔的配音）
- 電擊戰隊變化人 基地穿梭！千鈞一髮！（航海士蓋塔的配音）

1986年
- 時空戰士（新戰鬥機械人尤梅帕堃的配音）

1993年
- 五星戰隊大連者（土偶腹話術師的配音）

1996年
- 超重甲BF Kabuto（石貝侍從嘟嘟的配音）

2001年
- 百獸戰隊牙吠連者（旁白、加歐神的配音）
- 劇場版 百獸戰隊牙吠連者 怒吼吧，火山（旁白、迦歐神的配音）
- 百獸戰隊牙吠連者VS超級戰隊（旁白）
- 『對決！百獸戰隊牙吠連者VS牙吠銀 炎之小雞誕生！』（迦歐神的配音）

### CD
- 「金字塔」中村一義（「犬猫 再」的旁述配音）

### 廣告
- 不動産（千葉縣當地廣告，1989年）－擔任旁白，並在片中飾演僅出場一瞬間的不動産業社員。
- 西武開發（日语：西武開発）
- 大阪瓦斯
- 浜食
- 水戶證劵（日语：水戸証券）（1979年）
- Cars 2：世界大賽 Blu-ray
- 養樂多 Miru-miru
- 安田的黑輪種
- 池田模範堂（日语：池田模範堂） OK繃C（果醬叔叔／爺爺）
- 萬代 真的可以食用 電子微波式麵包工廠（果醬叔叔／爺爺）
- 萬代　唱歌計點太君（1987年）－與持田香織等人共同真人演出。
- 東芝照明（日语：東芝ライテック） 長條日光燈管D（海螺小姐與商業主打時）（河豚田鱒男）
- 肯德基「生姜母小姐的新菜單」篇 （旁白，2012年）
- Artnature（日语：アートネイチャー）MRP MACH （旁白，2013年）－與若本規夫共演。
- JA銀行（日语：JAバンク）、「住宅」（河豚田鱒男）
- （岡山縣與香川縣的輕型車未使用車專門店，2014年）－配音演出，飾演蒞臨中古車行後打電話說出感想的試駕用戶。
- Dydo（日语：ダイドー） 鮮味混合
- 森永製菓
- Seicomart（日语：セイコーマート）
- 日本經濟新聞「日經電子版」

### 其它
- NHK教育 兒童布偶劇場（日语：こどもにんぎょう劇場）
  - 「牛方與山姥」（牛方）
  - 「（青年）」
  - （旁白）
  - （三郎）
  - 「龜兔賽跑」
  - 「伊索與狐狸」（狐狸）
  - 「蜘蛛之絲」（亡者）
  - （犬、男子）
  - （幕斯塔修）
- 週六特別節目（日语：土曜スペシャル）（旁白）
- 途中下車之旅（日语：ぶらり途中下車の旅），又譯日本電車之旅[注 10]（旁白〈代替〉，2011年8月27日、9月3日、9月17日、9月24日的播出集數[注 11]）
- 有吉君的正直散步（旁白）
- （2012年10月7日）（很像果醬叔叔／爺爺的聲音的螺旋麵包爺爺的配音）
- 諏訪部順一的走出戶外！與夥伴共飲（AT-X，2014年8月－）（旁白）
- 揭開寺廟面紗（日语：お坊さんバラエティ ぶっちゃけ寺）（旁白）
- 捕蟑屋（蟑藏）
- 世界一周魅惑的鐵道紀行（2016年5月2日－，BS-TBS）－禮賓部（不定期）

## 著作
- 指南（家之光協會）
- 陽（KIBA BOOK）
- 美味味噌―若健康（出版）

## 腳註

## 外部連結
- 增岡弘｜東京俳優生活協同組合 （页面存档备份，存于） （日語）
- 增岡弘講演｜Speakers.jp （日語）